# Іва Бударжова
Іва Бударжова (чеськ. Iva Budařová, нар. 30 липня 1960) — колишня професійна чехословацька тенісистка.
Здобула чотири парні титули туру WTA.
Найвищу одиночну позицію світового рейтингу — 24 місце досягнула 15 серпня 1983, парну — 55 місце — 30 березня 1987 року.
Входила до Збірної Чехії? яка здобула Кубок Федерації в 1983 та 1984 роках.
Завершила кар'єру 1991 року.

## Фінали Туру WTA

### Одиночний розряд
| Результат | Ранг | Дата          | Турнір                    | Покриття | Опонент         | Рахунок  |
| --------- | ---- | ------------- | ------------------------- | -------- | --------------- | -------- |
| Поразка   | 1.   | 7 травня 1984 | WTA Swiss Open, Швейцарія | Ґрунт    | Мануела Малеєва | 1–6, 1–6 |

### Парний розряд (4–2)
| Результат | Ранг | Дата             | Турнір                         | Покриття  | Партнер            | Опоненти                                    | Рахунок            |
| --------- | ---- | ---------------- | ------------------------------ | --------- | ------------------ | ------------------------------------------- | ------------------ |
| Поразка   | 1.   | 7 травня 1984    | WTA Swiss Open, Швейцарія      | Ґрунт     | Марцела Скугерська | Крістіан Жоліссен Марселла Мескер           | 4–6, 3–6           |
| Перемога  | 1.   | 21 травня 1984   | Мастерс Рим, Італія            | Ґрунт     | Гелена Сукова      | Кетлін Горват Вірджинія Рузіч               | 7–6(7–5), 1–6, 6–4 |
| Перемога  | 2.   | 5 травня 1986    | Barcelona Ladies Open, Іспанія | Ґрунт     | Катрін Танв'є      | Петра Губер Петра Кеппелер                  | 6–2, 6–1           |
| Поразка   | 2.   | 3 листопада 1986 | Літл-Рок, США                  | Килим (i) | Бет Герр           | Світлана Пархоменко Лариса Савченко-Нейланд | 2–6, 6–1, 1–6      |
| Перемога  | 3.   | 25 квітня 1988   | Barcelona Ladies Open, Іспанія | Ґрунт     | Сандра Вассерман   | Anna-Karin Olsson Марія Хосе Льорка         | 1–6, 6–3, 6–2      |
| Перемога  | 4.   | 17 липня 1989    | Estoril Open, Португалія       | Ґрунт     | Regina Kordová     | Габі Кастро Кончіта Мартінес                | 6–2, 6–4           |

## Фінали ITF

### Одиночний розряд (3–5)
| Легенда         |
| --------------- |
| Турніри $25,000 |
| Турніри $10,000 |

| Результат | Ранг | Дата              | Турнір                | Покриття   | Опонент      | Рахунок       |
| --------- | ---- | ----------------- | --------------------- | ---------- | ------------ | ------------- |
| Поразка   | 1.   | 12 лютого 1979    | Колумбус (Огайо), США | Тверде (i) | Рене Блаунт  | 6–7, 1–6      |
| Поразка   | 2.   | 14 жовтня 1979    | Барселона, Іспанія    | Ґрунт      | Лена Сандін  | w/o           |
| Перемога  | 3.   | 29 листопада 1979 | Уппсала, Швеція       | Тверде (i) | Ніна Бом     | 6–3, 6–4      |
| Перемога  | 4.   | 5 грудня 1979     | Гельсінгборг, Швеція  | Тверде (i) | Ніна Бом     | 6–2, 6–3      |
| Перемога  | 5.   | 11 грудня 1979    | Гетеборг, Швеція      | Тверде (i) | Корінн Ваньє | 3–6, 6–3, 6–1 |
| Поразка   | 6.   | 17 грудня 1979    | Лунд, Швеція          | Тверде (i) | Ніна Бом     | 6–7, 3–6      |
| Поразка   | 7.   | 2 березня 1981    | Лас-Вегас, США        | Тверде     | Івонн Вермак | 2–6, 3–6      |
| Поразка   | 8.   | 1 лютого 1982     | Огден (Юта), США      | Килим      | Pat Medrado  | 2–6, 6–7      |

### Парний розряд (1–1)
| Результат | Ранг | Дата          | Турнір                        | Покриття | Партнер         | Опоненти                            | Рахунок  |
| --------- | ---- | ------------- | ----------------------------- | -------- | --------------- | ----------------------------------- | -------- |
| Перемога  | 1.   | 1 лютого 1982 | Огден (Юта), США              | Килим    | Катрін Танв'є   | Івона Бржакова Марцела Скугерська   | 6–3, 6–2 |
| Поразка   | 2.   | 27 липня 1987 | Ноймюнстер, Західна Німеччина | Ґрунт    | Nora Bajchiková | Дениса Крайчовичова Радка Зрубакова | 0–6, 2–6 |